# Уеста-Пембіна
Уеста-Пембіна (англ. West Pembina oil field) — нафтове родовище в Канаді. Входить до Західно-Канадського нафтогазоносного басейну. Розташоване на захід від родовища Пембіна, відкритого у 1953 році.
Відкрите 1977 року. 
Глибина залягання 900…2400 м. 
Первинні запаси 200 млн т.  
Упродовж першого року розробки видобуток складав 1100 барелів (150 тонн) нафти на день, однак про відкриття родовища не повідомляли публічно.